# Leopoldynów
Leopoldynów – przystanek kolejowy w Radzyminie, na nieistniejącej już linii Mareckiej Kolei Dojazdowej.